# Exportação de calor em Datacenters
A exportação de calor em datacenters  é uma solução tecnológica inovadora que busca transformar um subproduto muitas vezes negligenciado em uma valiosa fonte de energia reutilizável. Durante o funcionamento dos equipamentos de tecnologia da informação, uma grande quantidade de calor é gerada e tradicionalmente descartada por sistemas de resfriamento que consomem altos níveis de energia.
A exportação de calor propõe um reaproveitamento desse excedente térmico, capturando e realizando o redirecionamento para aplicações externas, como o aquecimento de edifícios residenciais, industriais e públicos, ou até mesmo para o fornecimento de energia térmica em processos produtivos de indústrias locais.
Essa iniciativa apresenta diversos benefícios, incluindo a redução do desperdício de energia, a diminuição da pegada de carbono e a promoção da sustentabilidade. Além disso, a prática fortalece o papel dos datacenters na transição para modelos operacionais mais eficientes e alinhados aos critérios de Governança Ambiental, Social e Corporativa (ESG). A exportação de calor reflete um avanço significativo na gestão de recursos tecnológicos, integrando inovação, eficiência energética e responsabilidade social.

## Funcionamento

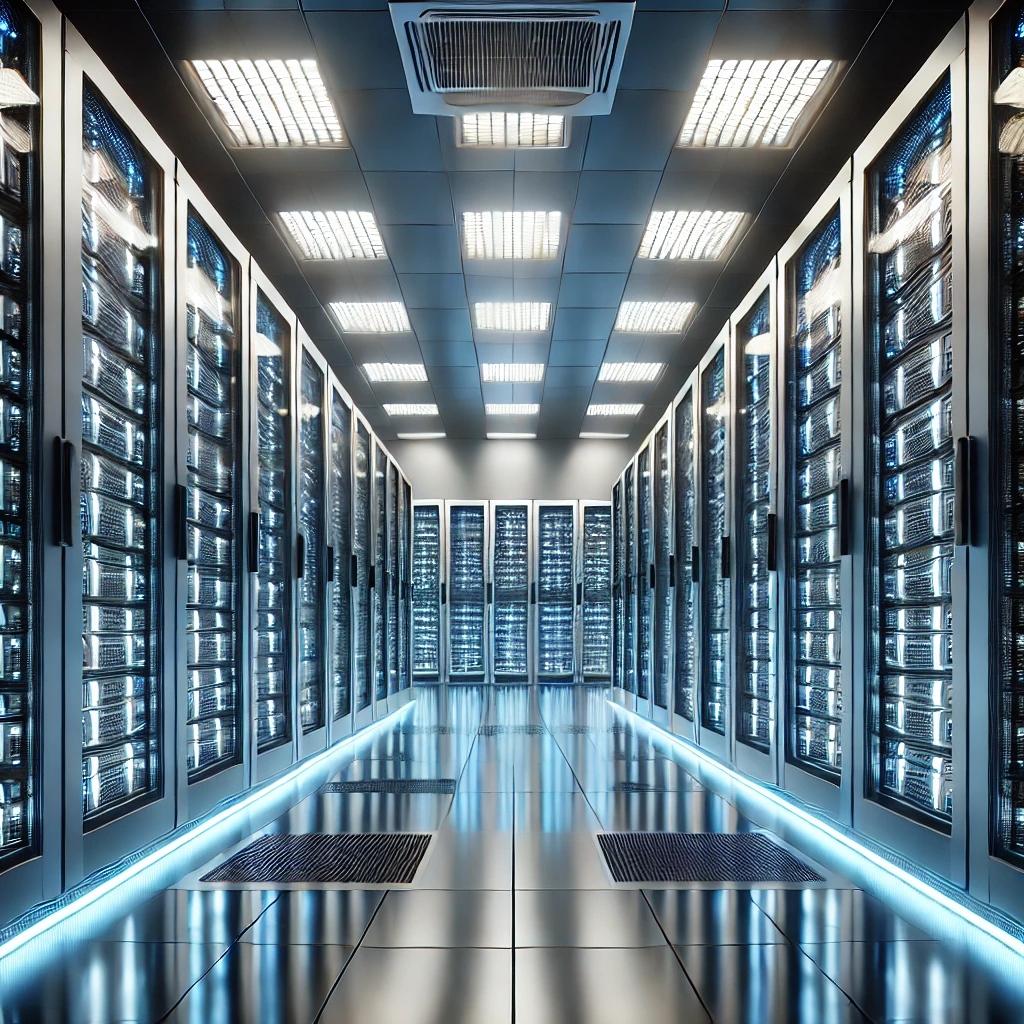
Imagem de um ambiente interno de Datacenter fictício.

O processo começa com a captura do calor gerado pelos equipamentos no datacenter. Sistemas especializados, como trocadores de calor e chillers, transferem essa energia térmica para um fluido intermediário, geralmente água ou soluções de alta capacidade térmica. Esses dispositivos aproveitam os mecanismos de transferência por condução e convecção, para absorver o calor diretamente do ar quente gerado pelos equipamentos e transferi-lo ao fluido de transporte.
Em seguida, o calor é transferido por meio de tubulações isoladas termicamente, que conduzem o fluido aquecido até uma interface de distribuição externa. Nesse estágio, o calor pode ser integrado a sistemas de aquecimento urbano ou fornecido diretamente a instalações próximas, como edifícios residenciais, comerciais ou industriais. A transferência térmica para o sistema externo é feita por equipamentos adicionais, como bombas térmicas, que ajustam a temperatura para atender às necessidades específicas dos consumidores.
A exportação de calor é um exemplo de como princípios físicos, como a conservação de energia e os mecanismos de transferência de calor, podem ser aplicados para promover maior eficiência energética. Essa abordagem sustentável reflete o papel dos datacenters na transição para economias de baixo carbono, integrando inovação tecnológica com responsabilidade ambiental e social.
| Fase do Processo                            | Descrição | Tecnologias/Equipamentos Utilizados                                      | Princípios Físicos Envolvidos                                     | Objetivos                                                                                        |
| 1. Captura de Calor no Data Center          | O calor gerado pelos servidores e equipamentos do data center é capturado.                                       | Trocadores de calor, chillers, ventiladores                              | Condução e Convecção                                              | Reduzir o desperdício de energia gerada no data center, capturando e redirecionando calor.       |
| 2. Transferência de Calor para Fluido       | O calor capturado é transferido para um fluido intermediário, geralmente água ou soluções térmicas especiais.    | Trocas de calor, sistemas de refrigeração e trocadores de calor          | Condução (transferência térmica entre superfícies)                | Transferir calor de forma eficiente do ambiente do data center para o fluido intermediário.      |
| 3. Condução do Calor (Fluido Aquecido)      | O fluido aquecido é transportado por tubulações isoladas termicamente até uma interface de distribuição externa. | Tubulações isoladas termicamente, bombas de circulação de fluido         | Condução (calor sendo transferido por meio do fluido)             | Transportar o calor de forma eficiente e sem perdas significativas.                              |
| 4. Integração ao Sistema Externo            | O calor é transferido para sistemas externos, como aquecimento urbano ou diretamente para edifícios próximos.    | Bombas térmicas, sistemas de aquecimento urbano, distribuidores térmicos | Convecção (distribuição do calor para os sistemas externos)       | Utilizar o calor transferido para aquecer residências e edifícios próximos de forma sustentável. |
| 5. Ajuste de Temperatura para Consumo       | O calor é ajustado à temperatura necessária para ser utilizado de forma eficiente em residências ou indústrias.  | Bombas térmicas, válvulas de controle de temperatura                     | Condução e convecção (ajuste térmico para a demanda externa)      | Garantir que o calor transferido tenha a temperatura ideal para os consumidores.                 |
| 6. Eficiência Energética e Sustentabilidade | O processo como um todo promove maior eficiência energética e reduz a pegada de carbono.                         | Integração de sistemas de baixo carbono, energia renovável               | Conservação de energia (transferência e reaproveitamento térmico) | Contribuir para economias de baixo carbono, integrando a tecnologia com práticas sustentáveis.   |

## Parcerias estratégicas e colaboração

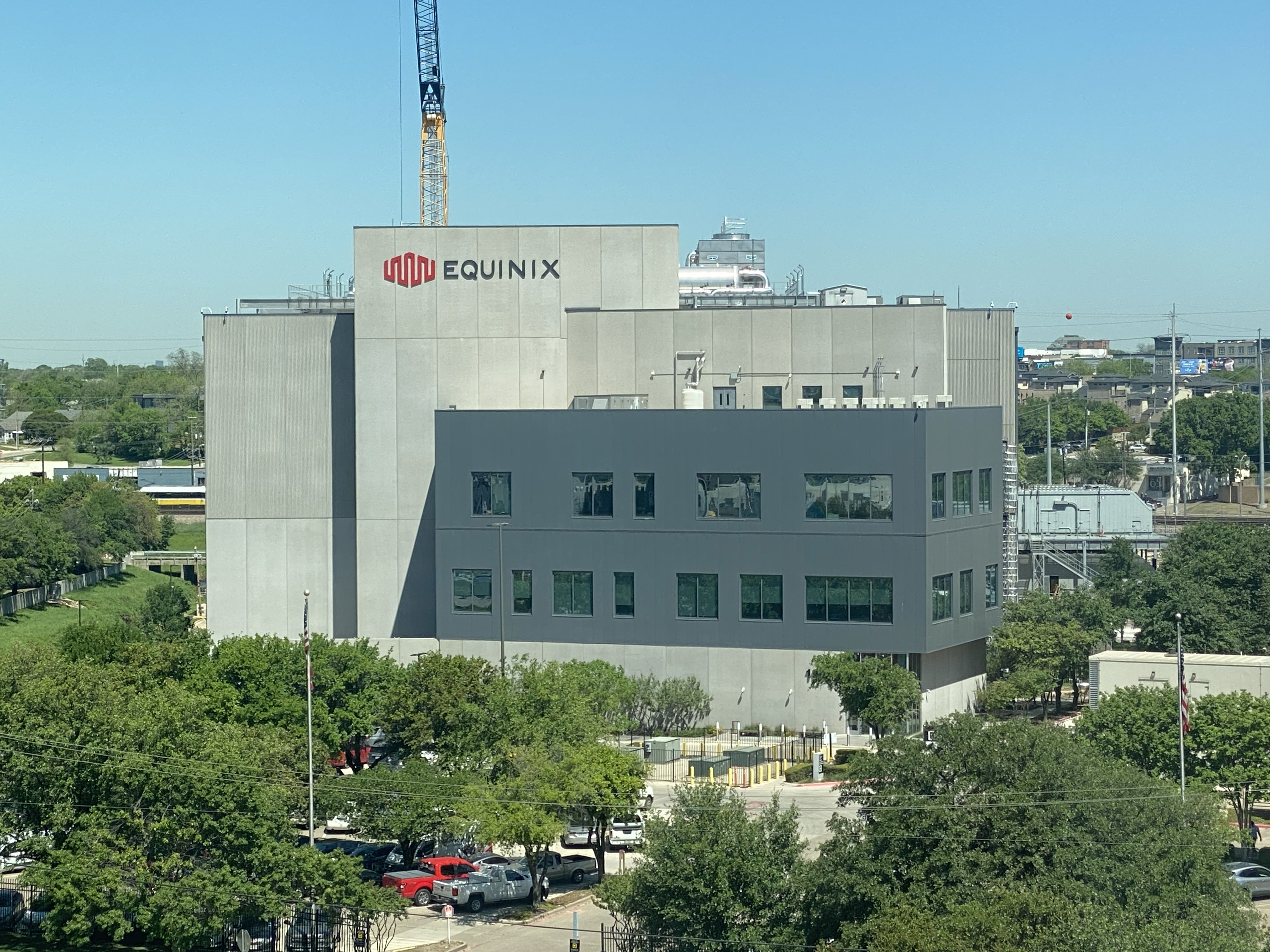
The exterior of the Equinix DA3 Dallas Datacenter.

A título de exemplo, a Equinix, empresa de tecnologia focada em interconexão, em parceria com a Plaine Commune Energie, conectou seu datacenter à segunda maior rede de aquecimento da região de Paris, que abrange 70 km e atende mais de 60 mil famílias, além do centro aquático olímpico em Saint-Denis. O projeto utiliza 6,6 MW de calor residual do datacenter, capturado a 28°C com bombas de calor, para gerar 10.800 MWh anuais de energia térmica por pelo menos 15 anos.
Outro exemplo relevante é o projeto Estocolmo Data Parks, na Suécia, que integra data centers à rede de aquecimento urbano da cidade. Nesse modelo, o calor residual dos servidores é capturado e reutilizado para aquecer residências e edifícios comerciais locais. Além da redução significativa de emissões de carbono, a iniciativa oferece incentivos para empresas instalarem data centers na região, como acesso a eletricidade através fontes renováveis e infraestrutura térmica pronta para conexão. Essa parceria entre o setor público e privado consolidada em Estocolmo é uma referência global em práticas de sustentabilidade, evidenciando o papel estratégico dos data centers na transição para economias de baixo carbono.
Na Alemanha, o projeto iDataCool, desenvolvido pela IBM em parceria com a Universidade de Regensburg, introduziu uma abordagem inovadora ao utilizar resfriamento por água quente em vez de sistemas tradicionais a ar. O projeto capturou o calor residual dos servidores para realizar o resfriamento dos próprios computadores presentes no datacenter, utilizando o conceito da refrigeração por adsorção. Ao operar a temperaturas de até 70°C, o projeto também é especialmente aplicável a data centers de alto desempenho (HPC), um foco não abordado nos exemplos de Paris e Estocolmo, que lidam com a integração de redes de aquecimento urbano.

## Impacto e inovação no setor dedatacenters
A crescente demanda por dados e a expansão da infraestrutura digital mundial resultaram em um aumento significativo no consumo de energia pelos data centers. Tradicionalmente, os data centers são conhecidos por seu alto consumo energético, especialmente devido à necessidade de sistemas de resfriamento para manter os equipamentos em funcionamento. No entanto, nos últimos anos, o setor tem buscado formas de mitigar os impactos ambientais e transformar esse custo em uma nova fonte de receita e inovação.
Uma das inovações mais promissoras no setor é a monetização da energia residual gerada pelo funcionamento dos data centers. A energia excedente, que antes seria dissipada principalmente em forma de calor, está sendo convertida em eletricidade ou aproveitada para outras finalidades, como aquecimento de instalações ou reuso em sistemas de resfriamento. Em alguns casos, a energia residual é até mesmo redirecionada para a rede elétrica local, criando uma nova fonte de receita para as empresas de data centers. Um exemplo notável dessa prática é a Alemanha, onde a legislação obriga que data centers reutilizem a energia residual gerada por seus sistemas de resfriamento. Essa política busca não apenas reduzir os custos operacionais, mas também minimizar o impacto ambiental, promovendo um uso mais eficiente da energia.
Além de beneficiar os operadores de data centers financeiramente, essa prática também contribui para a sustentabilidade do setor, ao transformar um resíduo em um recurso reutilizável. A colaboração entre empresas de data centers e iniciativas públicas ou privadas locais pode fomentar ainda mais essa transformação, gerando parcerias inovadoras e soluções sustentáveis que impactam positivamente o ecossistema local.

## Alinhamento com objetivos ESG: Meio Ambiente, Sociedade e Governança
Iniciativas como a acima expostas fortalecem a sustentabilidade ao promover o uso de energia renovável e recuperada e beneficiar as comunidades locais. Nesse sentido, a empresa de datacenters encontra uma finalidade social para a energia residual gerada por sua operação, enquanto gera receita proveniente do fornecimento de energia limpa às comunidades.
Desta forma, no eixo da Sustentabilidade, evita-se a exploração de recursos naturais que seriam empregados na geração de energia por outras matrizes para atender à demanda daquela comunidade. De mais a mais, a reutilização do calor reduz a dependência de fontes de energia não renováveis e contribui diretamente para a mitigação das emissões de gases de efeito estufa, alinhando os datacenters com metas globais de redução de carbono, como as previstas no Acordo de Paris.
Em paralelo, no âmbito da Governança corporativa, a incorporação da exportação de calor por empresas de datacenter reforça a transparência e a responsabilidade no uso de recursos tecnológicos, promovendo um modelo de operação mais ético e sustentável. Nessa linha, ao demonstrar liderança em sustentabilidade, a empresa se posiciona de maneira competitiva no mercado global, atendendo às demandas de stakeholders por operações alinhadas às melhores práticas ambientais e sociais, o que reforça sua marca.
A exportação de calor de datacenters também está diretamente relacionada à Governança de TI, ao exigir o alinhamento das operações com padrões técnicos e normativos internacionais: não é apenas uma questão de eficiência técnica, mas também um compromisso com práticas responsáveis e transparentes. Frameworks de governança, como o COBIT, podem ser aplicados para estruturar os processos de exportação de calor, garantindo que as práticas atendam aos objetivos organizacionais e regulamentares. Isso inclui a definição clara de papéis e responsabilidades, a gestão de riscos associados à infraestrutura térmica e a implementação de controles para monitorar e relatar o impacto ambiental e operacional.

## Desafios e Perspectivas Futuras
Apesar dos inúmeros benefícios associados à exportação de calor em datacenters, essa prática enfrenta alguns desafios técnicos e econômicos que podem limitar sua implementação em larga escala. Entre os principais desafios estão:
- Infraestrutura Inicial: A instalação de sistemas para captura, transporte e reutilização do calor residual requer um investimento inicial significativo. Esse custo pode ser um impedimento, especialmente para datacenters menores ou em regiões onde as condições climáticas não favorecem o reaproveitamento do calor.[10]
- Eficiência Energética: A eficiência do processo de transferência de calor depende de muitos fatores, incluindo a temperatura do calor residual e a proximidade das instalações que irão reutilizar essa energia. Em alguns casos, as perdas térmicas ao longo do transporte podem reduzir a viabilidade econômica do projeto.[11]
- Regulamentação e Incentivos: A falta de políticas e incentivos adequados em algumas regiões pode dificultar a adoção de tecnologias de reaproveitamento de calor. O estabelecimento de normas que promovam a reutilização de energia residual é essencial para fomentar essa prática.[12]
- Integração com Sistemas Locais: A integração do calor residual com redes de aquecimento urbano ou instalações industriais requer colaboração estreita entre empresas de datacenters e autoridades locais. As diferenças nas infraestruturas existentes podem tornar a adaptação um processo complexo e demorado.[13]

Apesar desses desafios, as perspectivas para a exportação de calor em datacenters são promissoras. À medida que a conscientização sobre os benefícios ambientais e econômicos cresce, espera-se que mais iniciativas sejam lançadas para superar esses obstáculos. Tecnologias emergentes, como materiais de isolamento térmico mais eficientes e sistemas de captura de calor mais avançados, prometem melhorar a viabilidade dessa solução.
Além disso, o aumento da pressão por práticas de negócios mais sustentáveis e a crescente demanda por energia limpa podem incentivar os governos a implementar políticas mais favoráveis. Com o suporte adequado, a exportação de calor tem o potencial de se tornar uma prática padrão na operação de datacenters em todo o mundo.

## Conclusão
Exportar calor em centros de dados é uma estratégia inteligente que não só ajuda na eficiência energética como também está alinhada com os esforços globais para sustentabilidade e redução das emissões de carbono. Reutilizando o calor residual produzido pelos equipamentos de TI, os centros de dados não só reduzem o desperdício de energia como também oferecem uma solução prática para a geração de energia térmica em ambientes urbanos e industriais. Este método de reaproveitamento de recursos demonstra o aumento da responsabilidade do setor em adotar práticas mais sustentáveis e alinhadas com as demandas do movimento Governança Ambiental, Social e Corporativa (ESG).
A parceria entre empresas do setor tecnológico e entidades públicas e privadas e a implementação de soluções criativas ilustram como o uso inteligente do calor residual pode trazer benefícios econômicos e sociais notáveis. A conformidade com os Objetivos Globais e metas sustentáveis reforça a importância dessa prática em um contexto atual marcado pela constante busca por soluções que combinem eficiência e responsabilidade ambiental.
Ademais, a integração da exportação de calor nos processos de governança corporativa e de TI representa avanço no modelo de gestão das infraestruturas tecnológicas, promovendo uma abordagem mais ética, transparente e eficiente. Esse movimento não só beneficia as empresas, criando fontes de receita e reduzindo custos operacionais, mas também fortalece o papel dos datacenters como protagonistas na transição para um futuro mais sustentável.
Isso posto, a exportação de calor em datacenters  não é apenas uma tendência, é uma oportunidade de transformar o setor de tecnologia em um movimento de inovação e sustentabilidade contribuindo ativamente para um mundo mais eficiente em termos de energia e sustentabilidade.